# Будеєшть
Будеєшть, Будеєшті (рум. Budăiești) — село у повіті Алба в Румунії. Входить до складу комуни Албак.
Село розташоване на відстані 332 км на північний захід від Бухареста, 64 км на північний захід від Алба-Юлії, 58 км на південний захід від Клуж-Напоки.

## Населення
За даними перепису населення 2002 року у селі проживали 116 осіб, усі — румуни. Усі жителі села рідною мовою назвали румунську.